# 하루 네무리
하루 네무리(일본어: 春 ねむり, 1995년 1월 10일 ~ )는 일본의 싱어송라이터이다. 가나가와현 요코하마시 출신으로, 2016년 미니 앨범 《안녕, 유스포비아》(さよなら、ユースフォビア)로 데뷔하였다.

## 디스코그래피
스튜디오 앨범
- 《春と修羅》 (2018)
- 《春火燎原》 (2022)

미니 앨범
- 《さよなら、ユースフォビア》 (2016)
- 《アトム・ハート・マザー》 (2017)
- 《Lovetheism》 (2020)
- 《INSAINT》 (2023)

EP
- 《Kick in the World》 (2018)
- 《HARU NEMURI x Frost Children "Soul Kiss"》 (2024)